# Viento del Este, Viento del Oeste
Viento del este, Viento del Oeste es una novela escrita por Pearl S. Buck publicada en 1930. La narración se centra en la experiencia de Kwei-lan, una joven china, y los cambios que ella y su familia experimentan debidos al choque entre la vida tradicional China y la cultura Occidental (menos enraizada en supersticiones y magia).